# Two Gentlemen of Verona
Two Gentlemen of Verona è un musical con musiche di Galt MacDermot, testi di John Guare, basato sull'opera The Two Gentlemen of Verona di William Shakespeare. Il musical ha debuttato a Broadway nel novembre 1971 ed è rimasto in scena per 614 repliche, vincendo due Tony Awards, tra cui miglior musical.